# Al Pearce
Al Pearce (25 de julio de 1898 – 2 de junio de 1961) fue un comediante, cantante e instrumentista de banjo, famoso por su trabajo radiofónico entre los años 1928 y 1947.

## Biografía
Su nombre completo era Albert Pearce, y nació en San Francisco (California).
Tras ganarse la vida vendiendo pólizas de seguros a domicilio en la década de 1920, Al Pearce se dedicó a la venta de bienes inmuebles. 
Junto a su hermano Cal cantó en directo en 1928 en el San Francisco Real Estate Glee Club. Al Pearce pasó más adelante de la música a la comedia en la emisora KFRC (AM) de San Francisco, interpretando un sketch del guionista Jack Hasty sobre un vendedor a domicilio llamado Elmer Blurt. 
Cuando el programa de Pearce The Happy Go Lucky Hour (a veces titulado Al Pearce and His Gang) empezó en la KFRC en 1928, su reparto estaba formado por su hermano Cal y por Abe Bloom, Charles Carter, Jean Clarimoux, Edna Fisher, Tommy Harris, Norman Nielsen, Monroe Upton, Hazel Warner y Cecil Wright. Se trataba de un show de variedades y música que tuvo tanto éxito en San Francisco entre 1928 y 1932 que se trasladó a la cadena Blue Network el 13 de enero de 1934, emitiéndose hasta marzo de 1935. 
A mediados de los años treinta, en su equipo figuraban el cómico Morey Amsterdam, Arlene Harris, la vocalista Mabel Todd (1907-1977), el cantante cómico Andy Andrews, y Bill Comstock.
A partir del 5 de enero de 1937, Pearce se pasó a la CBS para trabajar en la serie patrocinada por Ford Motors Watch the Fun Go By, la cual se emitió hasta el 28 de junio de 1938. Con el patrocinio de Grape Nuts, Pearce volvió a la NBC entre el 10 de octubre de 1938 y el 31 de julio de 1939. De nuevo en la CBS, esta vez patrocinado por los productos Dole, trabajó desde el 11 de octubre de 1939 hasta el 3 de abril de 1940. Camel fue el patrocinador de su serie en la CBS entre el 3 de mayo de 1940 y el 2 de enero de 1942. 
Pearce fue también un frecuente artista invitado en el popular Servicio Radiofónico de las Fuerzas Aéreas del Ejército de los Estados Unidos durante la Segunda Guerra Mundial, participando en shows como Mail Call y Command Performance. Además, también trabajó en películas de bajo presupuesto, entre ellas Hitchhike to Happiness (1945) y The Main Street Kid (1948). 
Por su trabajo en la radio, Pearce recibió una estrella en el Paseo de la Fama de Hollywood, en el 6328 de Hollywood Boulevard.
Al Pearce falleció en 1961 en Newport Beach, California, a causa de las complicaciones surgidas tras ser sometido a una intervención quirúrgica. Sus restos descansan en el Cementerio Hollywood Forever de Hollywood, California.